# Doreen Southwood
Doreen Southwood (sinh năm 1974) là một nghệ sĩ, nhà thiết kế và chủ cửa hàng ở Nam Phi có trụ sở tại Cape Town. Cô làm việc với một loạt các phương tiện truyền thông trong tác phẩm nghệ thuật của mình, sản xuất tác phẩm điêu khắc, đồ vật, bản in, phim và nhiều thứ khác, mà cô thường dựa trên kinh nghiệm cá nhân và tự khám phá. Sự thẳng thắn của cô về những khiếm khuyết cá nhân và chu kỳ đàn áp và đối phó đi kèm với sự bảo thủ, tầng lớp trung lưu, việc nuôi dưỡng người Afrikaans cho thấy nhiều công việc của cô, kêu gọi sự chú ý đến những cách thức mà phụ nữ đã im lặng hoặc kìm nén trong không gian đó.
Năm 2003, Southwood được đặt tên là người chiến thắng chung của Giải thưởng Nghệ thuật Brett Kebble cho tác phẩm điêu khắc bằng đồng sơn của mình, "The Swimmer". Các tác phẩm điêu khắc đặc trưng một phụ nữ trẻ nhìn ngây thơ trước khi cô đứng trên đầu của một bảng lặn. Đối với giải thưởng này, Southwood nhận được R100.000, tại thời điểm đó là giải thưởng lớn nhất cho một tác phẩm nghệ thuật duy nhất trong lịch sử Nam Phi.
Tác phẩm của cô đã được trưng bày tại Senegal, Cuba, thành phố New York và khắp Nam Phi.
Năm 2001, cô mở một cửa hàng ở Cape Town gọi là Mememe, nhằm tìm kiếm công việc của các nhà thiết kế thời trang châu Phi có sẵn cho công chúng. Một cửa hàng Mememe mở tại Johannesburg năm 2011. Thiết kế riêng của Southwood đã được giới thiệu trong các tuần lễ thời trang ở Johannesburg và Cape Town và nổi tiếng với các đặc trưng nữ tính và hoài cổ của nó.